# Sizerin flammé
Acanthis flammea
Espèce
Statut de conservation UICN

 LC  : Préoccupation mineure
Le Sizerin flammé ou Sizerin cabaret (Acanthis flammea, synonyme : Carduelis flammea) est une espèce de passereaux appartenant à la famille des Fringillidae. Il est essentiellement granivore et insectivore. Il vit dans la forêt boréale paléarctique et néarctique. Certaines variétés élevées en cage sont considérées comme domestiques en droit français.

## Description
Le Sizerin flammé mesure de 11,5 à 15 centimètres et pèse entre 12 et 16 grammes. Les parties supérieures sont d'un brun grisâtre rayé de noir, le ventre est de couleur blanchâtre. Des taches noires sont présentes au-dessus et au-dessous du bec. Chez le mâle, la gorge et le haut de la poitrine sont rosés, les flancs rose jaunâtre avec des raies noires, le front et le sommet du crâne sont rouges, avec une tache plus vive sur la tête, surtout en plumage nuptial. Chez la femelle, la gorge et la poitrine sont blanchâtres ou à peine colorées de rose. 

## Distribution
Cet oiseau est nicheur en Eurasie (dans la ceinture de la taïga, visiteur d’été au nord et migrateur ou invasif au sud), en Amérique du Nord, dans le sud de l’Alaska, le nord-ouest et le nord-est du Canada (visiteur d’été au nord et migrateur ou invasif au sud), dans le sud du Canada et jusqu'aux deux-tiers environ des États-Unis et sur la côte sud du Groenland et de l’Islande.

Carte de répartition approximative du Sizerin flammé. Notez que la limite sud de l'aire d'hivernage déborde un peu les limites de la carte et que l'espèce introduite en Nouvelle-Zélande n'y figure pas non plus.
Aire de nidification
Présent à l'année
Aire d'hivernage

## Habitat
En Europe, le Sizerin flammé est inféodé aux forêts de bouleaux et de conifères de montagne ainsi qu’aux jeunes conifères, secondairement aux genévriers, aux bosquets de saules, d'aulnes et autres feuillus et, dans les Alpes, aux forêts dominées par les mélèzes, au-dessus de 1 400 m.
En Amérique du Nord, il se reproduit également dans la taïga mais aussi dans la toundra avec quelques buissons.

## Alimentation
Elle consiste en bourgeons puis en graines d’arbres feuillus et de conifères avec une nette préférence pour les graines des différentes espèces de bouleaux (Betula) et des aulnes, et comprend un complément d’insectes pour les adultes eux-mêmes et pour les jeunes en été.
L'espèce fréquente volontiers les mangeoires en hiver.

### Comportement alimentaire
Le Sizerin flammé déploie la même agilité que le Tarin des aulnes à se suspendre aux rameaux horizontaux ou retombants des arbres pour atteindre les graines, parfois dans des positions acrobatiques avec la tête complètement en bas. Dans d’autres cas, il s’agrippe aux tiges verticales ou directement aux fructifications des plantes herbacées pour accéder également aux graines.

## Mœurs
Le sizerin est grégaire, en groupes de quelques dizaines d'individus.
Furness (1987) a découvert un comportement assez singulier chez le sizerin flammé près de Moriah, dans la région du mont Essex dans le Wyoming. Il a observé des sizerins en train de prendre un « bain de neige » et d’autres, à la tombée de la nuit, commencer à creuser, avec le bec et les pattes, une cavité dans la neige pour y passer la nuit et digérer des graines stockées dans des poches alimentaires. Une séquence vidéo, extraite du site Internet Bird Collection et tournée par Eric Roualet en janvier 2006 à Oslo en Norvège, montre justement un sizerin flammé posté à l’abri dans un trou creusé dans la neige.

## Parade nuptiale
En parade nuptiale, le mâle se positionne face à la femelle, déploie sa queue et bat des ailes au-dessus du dos, abaisse la tête pour exhiber le rouge de sa couronne ou la rejette en arrière pour montrer son menton noir. En vol nuptial, il s’élève assez haut dans les airs dans un vol précipité, bondissant et saccadé, décrit de larges circuits tout en lançant des appels sonores et nasillards.  

## Nidification
Cet oiseau peut effectuer deux couvées par an.
L’emplacement typique du nid est un départ de branche latérale de bouleau, de saule, d'aulne ou de conifère à moyenne ou grande hauteur. Le nid comprend une assise de brindilles et de branchettes avec une coupe interne de racines et de radicelles tapissée intérieurement de fibres végétales (souvent des aigrettes de plantes herbacées), de lichens, de duvet et de laine de couleur blanche. 
Les quatre à six œufs, exceptionnellement trois ou sept, blanc bleuté légèrement tachetés de brun-noir au gros pôle, sont couvés par la femelle de 10 à 13 jours. Les poussins nidicoles sont nourris par les deux parents et prennent leur envol au bout de 11 à 14 jours.

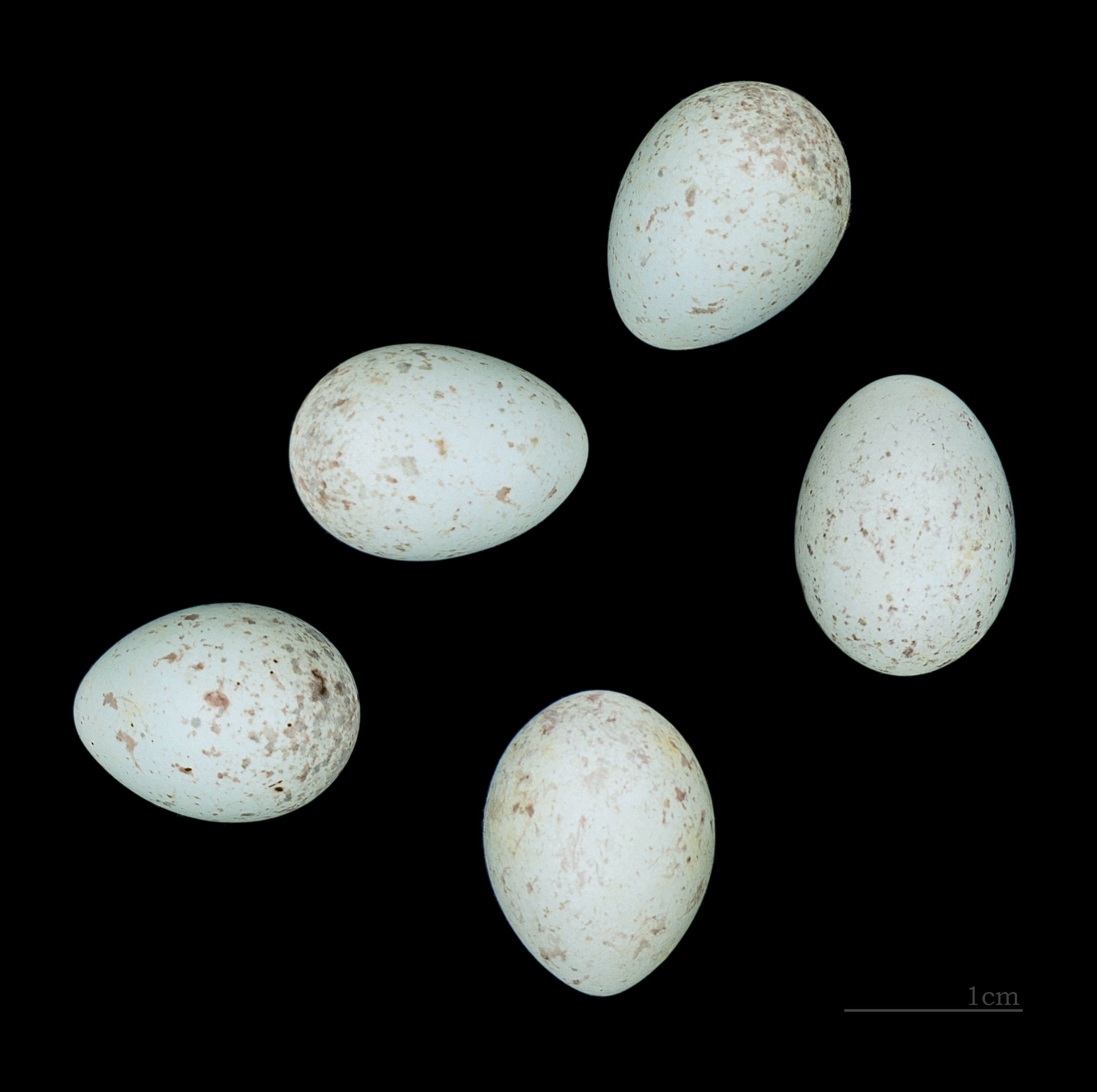
Œufs de Sizerin flammé Muséum de Toulouse
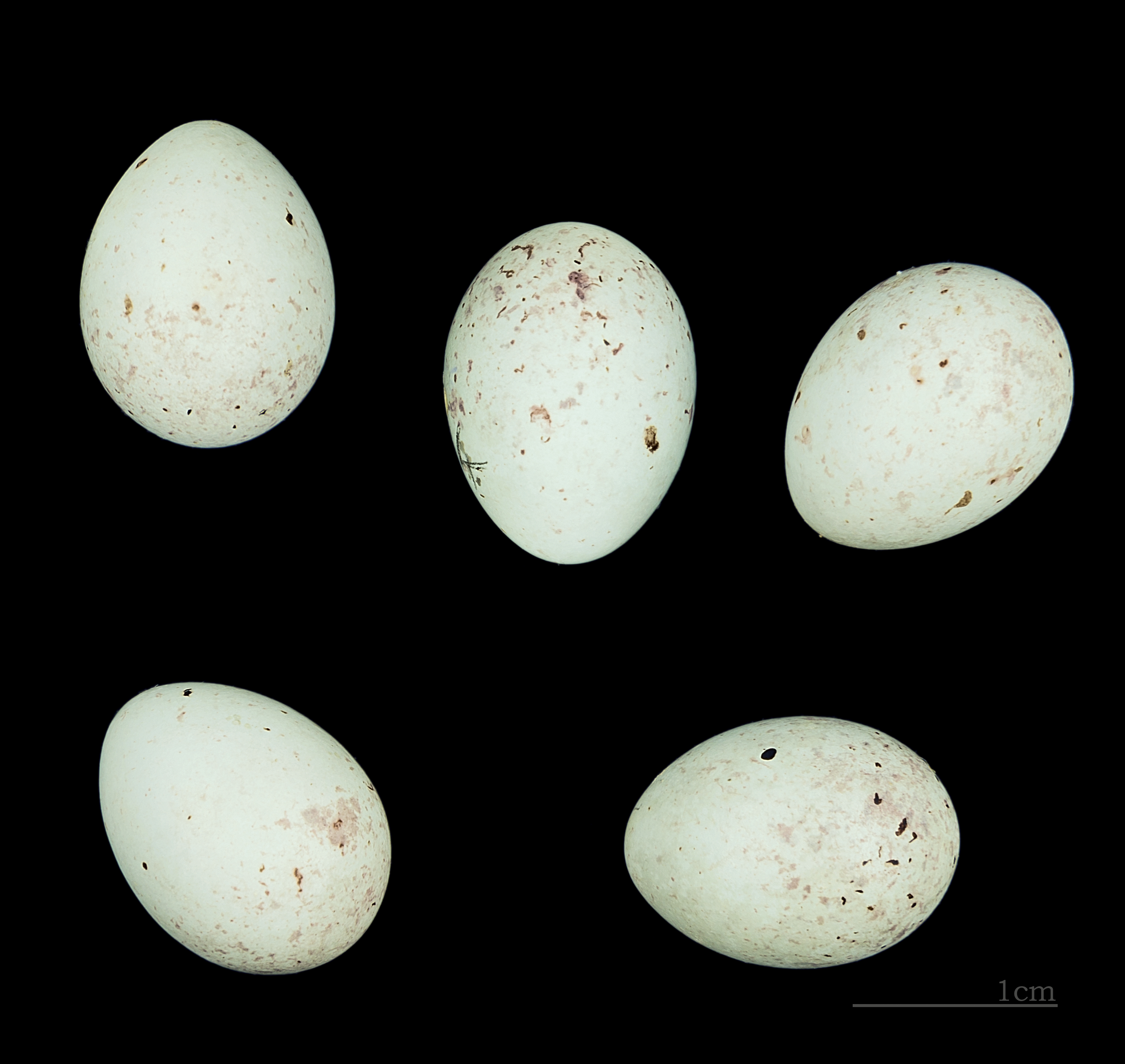
Œufs de Sizerin cabaret Muséum de Toulouse

## Systématique
L'espèce a été décrite par le naturaliste suédois Carl von Linné en 1758, sous le nom initial de Fringilla flammea.

### Synonymie
- Fringilla flammea Linné, 1758 Protonyme
- Acanthis flammea

### Noms vernaculaires
- Sizerin boréal
- Sizerin flammé
- Sizerin cabaret pour Acanthis flammea cabaret

## Taxinomie

### Sous-espèces
D'après Alan P. Peterson :
- Acanthis flammea flammea (Linné, 1758) : Eurasie jusqu’à Sakhaline, Japon, îles Kouriles et Kamtchatka, îles Aléoutiennes puis Alaska, Canada, États-Unis ;
- Acanthis flammea rostrata (Coues, 1862) : Groenland ;
- Acanthis flammea cabaret (Statius Müller, 1776) : îles Britanniques, sud de la Norvège, Danemark, Allemagne, Tchécoslovaquie, Belgique, France et Suisse (Alpes) ; sa taille est inférieure à celle de la sous-espèce type (11,5 cm au lieu de 13 à 15 cm), sa couleur générale plus sombre avec des stries brunes légèrement plus foncées et des barres alaires moins claires et moins visibles et la tache du dos moins claire également.

D'après la classification de référence (version 12.2, 2022) du Congrès ornithologique international (ordre phylogénique) :
- Acanthis flammea flammea (Linné, 1758) — nord de l'Europe, Sibérie, Alaska et Canada ;
- Acanthis flammea rostrata (Coues, 1861) — Groenland.

La sous-espèce Acanthis flammea islandica n'est plus reconnue par les principales autorités taxinomiques.